# Concino Concini
Concino Concini, Marquis d’Ancre (* 23. November 1569 in Florenz; † 24. April 1617 in Paris), auch bekannt als Marschall d’Ancre, war der einflussreichste Mann in Frankreich während der Regentschaft Maria de’ Medicis.

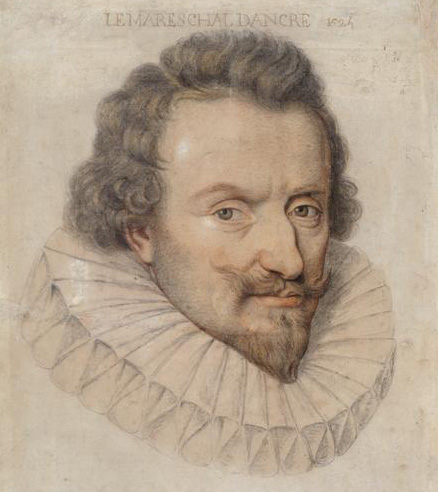
Concino Concini

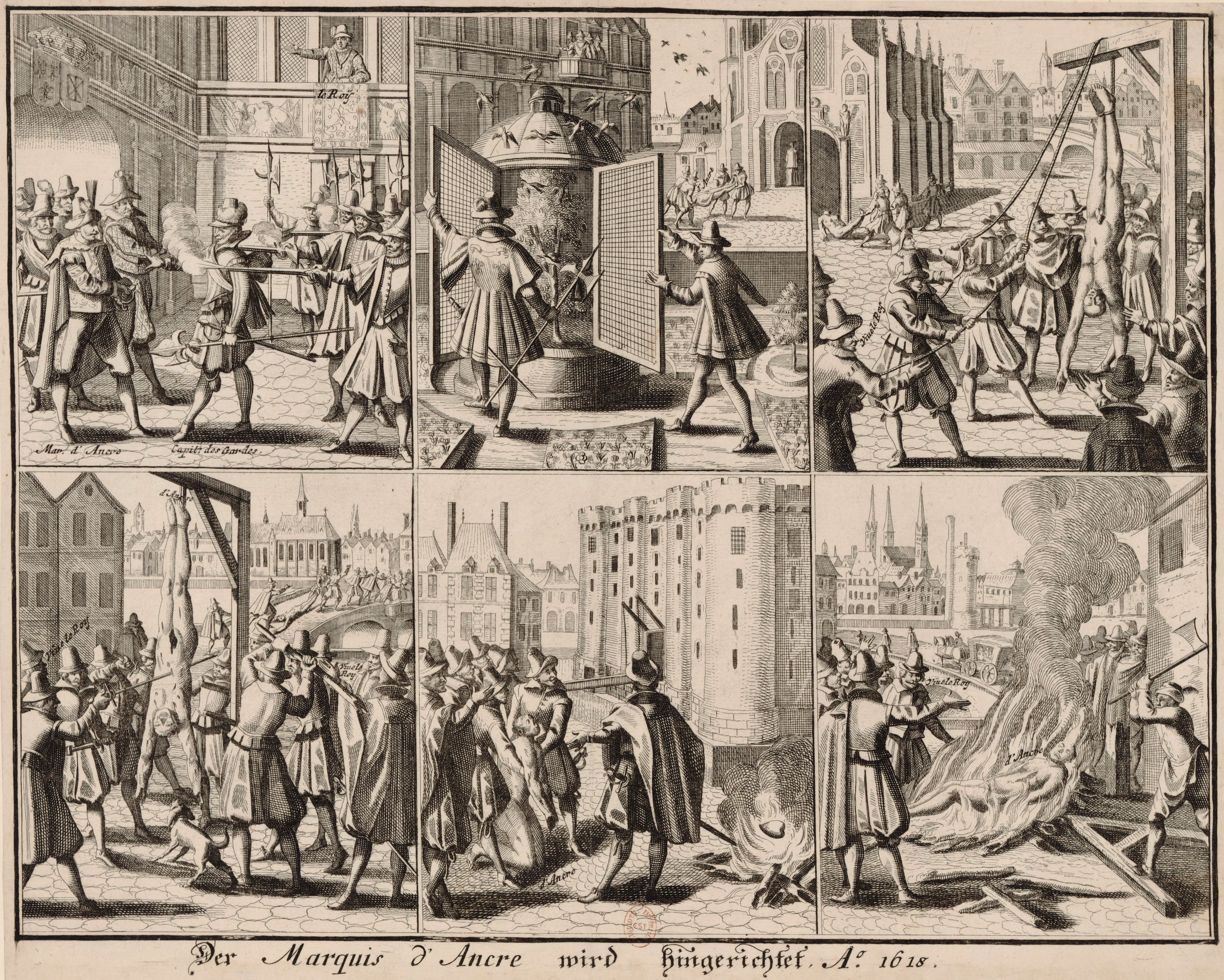
Ermordung und Schändung Concinis

## Leben
Der italienische Abenteurer Concini, adeliger Herkunft aus der Toskana, kam im Hofstaat der Königin Maria de’ Medici nach Paris. 1601 heiratete er ihre Ziehschwester und Hofdame Leonora Dori Galigaï. Sein Einfluss auf die Königin war so groß, dass Heinrich IV. mehrfach drohte, ihn in die Verbannung zu schicken.
Nach Heinrichs Ermordung stieg er zum wichtigsten Berater der Regentin auf, wurde 1610 Premier Gentilhomme de la Chambre du Roi, 1613 Marschall von Frankreich und von ihr mit Gunstbeweisen „überschüttet“. Er war praktisch der Regierungschef des Landes, brachte aber Adel und Bevölkerung gegen sich auf, da er sich massiv bereicherte. Er und seine Frau galten als arrogant, umgeben von einer italienischen Kamarilla. Den jungen Ludwig XIII. hielt er, auch nachdem Ludwig zum König gekrönt worden war, von jeglichen Staatsgeschäften fern. Concinis Bemühen, die Zentralgewalt zu stärken und die Macht des Adels zu brechen, scheiterte an seinem Unvermögen und seiner Unbeliebtheit. Concini war wie kein zweiter Höfling als „Courtisan“ der Regentin eine Figur öffentlichen Interesses. In Hunderten von Veröffentlichungen wurde die volkstümliche Ablehnung von Verschwendung, Korruption sowie der allgemeine Verdacht, am Tod des Königs beteiligt gewesen zu sein, zum Ausdruck gebracht.
Ludwig entwickelte eine stetig wachsende Abneigung gegen Concino Concini, und im Jahre 1617 bereitete der Favorit Ludwigs, Charles d’Albert, duc de Luynes, dieser Situation ein Ende, indem er Concini von der Palastwache verhaften ließ. Auf dem Weg in den Innenhof des Louvres wurde er, eingeschlossen zwischen zwei Toren, vom Capitaine der königlichen Garde Nicolas de L’Hospital und einigen seiner Begleiter erschossen. Sein Leichnam wurde in aller Eile bestattet, von der Pariser Bevölkerung aber hervorgeholt und geschändet. Seine Frau wurde nach einem Prozess hingerichtet.
Durch Concini wurde Maria de’ Medici auf den jungen Richelieu aufmerksam, den sie zum Minister machte.